# Rudy van Houten
Rudy van Houten (Amsterdam, 25 mei 1934 - Benidorm, 6 augustus 2004) was een Nederlandse pianist en componist.
Hij werd bij het grote publiek bekend doordat hij jarenlang het radioprogramma Ochtendgymnastiek muzikaal begeleidde. Ook werkte hij mee aan de populaire quiz Hersengymnastiek.Bij de radio had hij vele jaren het programma Hobbyvitaminen, waarin hij opnames liet horen op allerlei muzikaal vlak van amateurmuzikanten en groepen. Op de televisie was hij onder andere te zien en te horen in het jeugdprogramma Stuif es in van Ria Bremer.
Van Houten componeerde ook melodieën, bijvoorbeeld bij de teksten van Guus Vleugel. Een bekend lied van deze twee was De rosse buurt, gezongen door Jasperina de Jong.
Daarnaast was hij werkzaam bij Conamus bij de opleiding zang als begeleider en docent lichte muziek. Dit was hij ook bij het Centrum voor Kunstzinnige Vorming te Lelystad als pianodocent lichte muziek en dirigent van de bigband "The Q-buskers".
De laatste jaren van zijn leven woonde hij in Altea (Spanje). Rudy van Houten overleed op 70-jarige leeftijd aan de gevolgen van kanker.